# 香睡蓮
香睡莲（学名：Nymphaea odorata）是睡莲科睡莲属的物种之一，原生于北美洲及中美洲。

## 分布
本种原生于北美洲东岸到中部一带，南至中美洲及加勒比海群岛，包括美国（阿拉巴马州、阿肯色州、康涅狄格州、特拉华州、哥伦比亚特区、佛罗里达州、乔治亚州、伊利诺伊州、堪萨斯州、肯塔基州、路易斯安那州、缅因州、马里兰州、马萨诸塞州、密歇根州、明尼苏达州、密西西比州、密苏里州、内布拉斯加州、新罕布什尔州、新泽西州、纽约州、北卡罗来纳州、俄克拉荷马州、宾夕法尼亚州、羅德島州 、南卡罗来纳州、田纳西州、德克萨斯州、佛蒙特州、弗吉尼亚州、西弗吉尼亚州及威斯康星州）、加拿大（曼尼托巴省、新不伦瑞克省、纽芬兰、新斯科舍省、安大略省、爱德华王子岛省、魁北克省及萨斯喀彻温省）、墨西哥（中部到东部墨西哥湾沿岸）、古巴、巴哈马、萨尔瓦多、洪都拉斯及尼加拉瓜。
本种也被引入归化到北美洲西部，包括美国亚利桑那州、加利福尼亚州、科罗拉多州、爱达荷州、蒙大拿州、内华达州、新墨西哥州、俄勒冈州、犹他州、华盛顿州以及加拿大不列颠哥伦比亚省；南美洲的归化地则有巴西北部及东南部、圭亚那、波多黎各、苏里南；欧洲则有德国。

## 分类
本种属于北温带睡莲亚属、白睡莲组，与欧亚大陆的白睡莲（Nymphaea alba）及雪白睡莲（Nymphaea candida）近缘。

### 种下分类
本种有一个被承认的亚种，即：
- 球根睡莲 Nymphaea odorata subsp. tuberosa (Paine) Wiersema & Hellq.